# Eperua bijuga
Eperua bijuga är en ärtväxtart som beskrevs av George Bentham. Eperua bijuga ingår i släktet Eperua och familjen ärtväxter. Inga underarter finns listade i Catalogue of Life.